# کلاه‌دراز علیا
کلاه‌دراز علیا، روستایی از توابع بخش مرکزی شهرستان گیلانغرب در استان کرمانشاه ایران است.

## جمعیت
این روستا در دهستان چله قرار دارد و براساس سرشماری مرکز آمار ایران در سال ۱۳۸۵، جمعیت آن ۳۲۸ نفر (۷۸خانوار) بوده‌است.البته تعداد خانوارهای این روستا بیشتر از تعداد فوق بوده که بسیاری از آنها برای پیدا کردن موقعیت شغلی و زندگی بهتر در شهر های تهران و اطراف آن یا کرمانشاه ساکن شده اند.